# Poveda de las Cintas
Poveda de las Cintas település Spanyolországban, Salamanca tartományban.  Lakosainak száma 194 fő (2024).

## Népesség
A település népessége az elmúlt években az alábbi módon változott:
| Lakosok száma | 335  | 313  | 291  | 274  | 255  | 248  | 234  | 211  | 205  | 194  |
|               | 2001 | 2004 | 2007 | 2009 | 2012 | 2014 | 2017 | 2019 | 2022 | 2024 |